# Ngũ tinh hội tụ
Ngũ tinh Liên châu (tiếng Trung: 五星連珠) còn được gọi là “ Ngũ tinh hội tụ ” là hiện tượng thiên văn hiếm gặp khi cả năm hành tinh Kim, Mộc, Thủy, Hỏa, Thổ trong Thái Dương Hệ cùng nằm trên một đường thẳng - theo góc nhìn từ Trái Đất (nhìn thấy cả 5 hành tinh thẳng thành 1 hàng) chứ không phải là một đường thẳng thật (tức không phải một giao hội). Điều này xảy ra bởi lý do rằng Hệ Mặt Trời của chúng ta phẳng như một đĩa nhạc than, với các hành tinh quay quanh các rãnh đĩa vậy. Khi nhìn từ Trái Đất, ta sẽ thấy chúng xếp thành một đường thẳng vắt ngang qua bầu trời.

## Lịch sử
Một tài liệu đời Tây Hán (TK 2 TCN) tìm được năm 1973 ghi rõ chu kỳ của Sao Kim là 584,4 ngày, Sao Mộc là 377 ngày, Sao Thổ là 594,4 ngày, chỉ sai lệch so với kết quả tính toán hiện đại chưa đến 0,3 ngày. Thời Hán Cao Tổ, hiện tượng 5 hành tinh của Hệ Mặt Trời ở vị trí thẳng hàng được gọi là “Chuỗi ngọc 5 sao”.
Hiện tượng này đã được ghi nhận trong Thiên quan thư (天官书) - Sử ký của Tư Mã Thiên như sau: “Nguyên niên, đông thập nguyệt, Ngũ tinh tụ vu đông tỉnh” nghĩa là năm đầu tiên đời Hán Cao Tổ, tháng 10 mùa đông, ngũ tinh liên châu tại chòm Tỉnh phương Đông. Tuy nhiên, theo tính toán của thiên văn học hiện đại thì vào tháng 10 năm đó (206 TCN), chỉ có Sao Thổ, Sao Mộc là rất gần nhau ở khu vực chòm Tỉnh, nhưng đến tháng 6 năm sau thì 5 hành tinh đều nằm rất gần nhau ở khu vực chòm Tỉnh.

## Liên hệ Chiêm tinh học
Ngũ tinh Liên châu không phải nhất thiết là giao hội, cũng không phải là quá hiếm, vì việc "gần nhau" có thể rất tương đối. Các nhà chiêm tinh học sẽ tùy nghi mà nói. Ngũ tinh hội tụ được có thể là báo hiệu điềm lành, tốt đẹp nhưng cũng có thể là điềm gở, tai họa cũng được, vì còn tùy thuộc khu vực mà nó tụ hội. Những nhà chiêm tinh có thể nói theo bất cứ kiểu nào cho phù hợp với lợi ích của họ. Nếu khi đang có việc cần vui mừng, thì các quan chiêm tinh sẽ báo ngay là điềm vui, còn nếu không thì ỉm đi hoặc bảo là điềm gở cũng không sao.